# Ахмедходжич, Анел
Анел Ахмедходжич (босн. Anel Ahmedhodžić; родился 26 марта 1999) — шведский и боснийский футболист, центральный защитник нидерландского клуба «Фейеноорд» и сборной Боснии и Герцеговины.
Воспитанник шведского клуба «Мальмё», Ахмедходжич начал свою профессиональную карьеру в английском клубе «Ноттингем Форест». В 2019 году вернулся в «Мальмё».
С 2014 по 2020 год выступал за сборные Швеции разных возрастных групп, после чего принял решение представлять Боснию и Герцеговину.

## Клубная карьера
Уроженец Мальмё, Ахмедходжич выступал за футбольную академию местного клуба «Мальмё» с 2004 по 2016 год. В январе 2016 года перешёл в английский клуб «Ноттингем Форест». 30 декабря 2016 года 17-летний защитник дебютировал за «Форест» в матче против «Ньюкасл Юнайтед».
28 января 2019 года Ахмедходжич вернулся в «Мальмё», подписав с шведским клубом контракт до 2022 года. 17 февраля 2019 года дебютировал в основном составе «Мальмё» в матче Кубка Швеции против «Дегерфорса». 2 июня 2019 года дебютировал в Аллсвенскан (высшем дивизионе чемпионата Швеции) в матче против «Хельсингборга».
В июле 2019 года отправился в сезонную аренду в датский клуб «Хобро», но в январе 2020 года был отозван из аренды, сыграв 19 матчей и забив 1 гол в рамках датской Суперлиги.
В апреле 2020 года продлил свой контракт с «Мальмё» до декабря 2023 года. 5 августа 2020 года забил свой первый гол за «Мальмё» в матче против «Хельсингборга». 8 ноября 2020 года стал чемпионом Швеции в составе «Мальмё».
5 августа 2025 года перешёл в нидерландский клуб «Фейеноорд», подписав четырёхлетний контракт до середины 2029 года. 6 августа дебютировал в матче Лиги чемпионов УЕФА против турецкого «Фенербахче».

## Карьера в сборной
С 2014 по 2019 год Ахмедходжич выступал за сборные Швеции до 17, до 19 лет и до 21 года. 9 января 2020 года дебютировал за главную сборную Швеции в товарищеском матче против сборной Молдовы.
В августе 2020 года объявил о решении выступать за сборную Боснии и Герцеговины. В следующем месяце ФИФА разрешила ему изменить «спортивное гражданство» и выступать за Боснию и Герцеговину. 8 октября 2020 года дебютировал за сборную Боснии и Герцеговины в матче против сборной Северной Ирландии в рамках стыковых матчей к чемпионату Европы.
12 октября 2021 года забил свой первый гол за сборную в матче против сборной Украины.

## Достижения
«Мальмё»
- Чемпион Швеции: 2020